# 光澤貪食鿳

光澤貪食鿳（學名：Labracoglossa nitida）又作光澤貪食舵魚，為輻鰭魚綱日鱸目蠍魚科貪食鿳屬的其中一種，傳統上歸類於鱸形目舵魚科。
本魚分布於西南太平洋區，包括澳洲及紐西蘭海域，棲息深度可達20公尺，體長可達20公分，棲息在沿岸礁石區，單獨或成小群活動，以浮游性甲殼類為食。